# Henryk Klaja
Henryk Klaja (ur. 6 kwietnia 1930 w Katowicach, zm. 22 kwietnia 1998 w Wodzisławiu Śląskim) – polski organista i pedagog.

## Życiorys
Henryk Klaja urodził się 6 kwietnia 1930 roku w Katowicach. Mieszkał w Rybniku, Rudzie Śląskiej i w Raciborzu. Był absolwentem Państwowej Wyższej Szkoły Muzycznej w Krakowie, którą ukończył w 1958 roku. Uczył w Państwowej Średniej Szkole Muzycznej w Zabrzu, Wyższej Szkole Muzycznej w Katowicach, po czym w 1968 roku został dyrektorem Szkoły Muzycznej w Raciborzu. W 1978 roku przeszedł na emeryturę. Zmarł 22 kwietnia 1998 roku w Wodzisławiu Śląskim.
Jako organista koncertował w kraju i za granicą. Organizował również koncerty i festiwale organowe, komponował, był autorem audycji radiowych. Poświęcał się pracy pedagoga. Jego imieniem nazwano coroczne Dni Muzyki Organowej i Kameralnej, które odbywają się w Raciborzu.